# Weel & Braken
Weel & Braken is een wipmolen-poldermolen in Obdam. Hij bemaalde voorheen de gelijknamige polder Weel en Braken.
De polder werd in eerste instantie bemalen door een gang van twee wipmolens waarvan deze molen de ondermolen was. In de 18e eeuw is de bovenmolen verwijderd, en werd deze molen vervijzeld.
De molen is nog tot 1966 in functie geweest, daarna werd de bemaling overgenomen door een paar elektrisch aangedreven pompjes. Na een ruilverkaveling met peilverlaging in 1970 is de bemalingsfunctie van de molen compleet verdwenen. In 1972 is de molen aan de gemeente Obdam verkocht. Na een restauratie in 1972/3 draaide de molen weer geregeld.
In 2008 is de molen stilgezet vanwege de slechte staat van het gevlucht. In 2012 zijn nieuwe roeden gestoken en sindsdien wordt er weer gedraaid.